# 1956 NBA Draft
1956 NBA Draft – National Basketball Association Draft, który odbył się 30 kwietnia 1956 roku. Składał się z 12 rund oraz jednego wyboru regionalnego, z którego wybrany został Tom Heinsohn. Najważniejszym graczem draftu został Bill Russell, koszykarz, który zdobył największą liczbę tytułów mistrzowskich w historii ligi NBA wraz z drużyną Boston Celtics.

## Legenda
Pogrubiona czcionka – wybór do All-NBA Team.
|  | - występ w NBA All-Star Game. |

Gwiazdka (*) - członkowie Basketball Hall of Fame.

## Runda pierwsza
| Nr | Zawodnik        | Narodowość        | Drużyna NBA        | College              |
| -- | --------------- | ----------------- | ------------------ | -------------------- |
| 1  | Sihugo Green    | Stany Zjednoczone | Rochester Royals   | Duquesne             |
| 2  | Bill Russell*   | Stany Zjednoczone | St. Louis Hawks    | San Francisco        |
| 3  | Jim Paxson      | Stany Zjednoczone | Minneapolis Lakers | Dayton               |
| 4  | Ronnie Shavlick | Stany Zjednoczone | New York Knicks    | North Carolina State |
| 5  | Joe Holup       | Stany Zjednoczone | Syracuse Nationals | George Washington    |
| 6  | Ron Sobie       | Stany Zjednoczone | Fort Wayne Pistons | DePaul               |
| 7  | Hal Lear        | Stany Zjednoczone | Philadelphia 76ers | Temple               |